# 2658 Gingerich
2658 Gingerich este un asteroid din centura principală, descoperit pe 13 februarie 1980 de Harvard College Observatory.